# Askaridin
Askaridin je toxin, který produkují škrkavky rodu Toxocara. Toxin je uvolňován ve zvýšené míře z uhynulých škrkavek ve střevě hostitele a působí inhibičně na nervová zakončení hladké svaloviny trávicího traktu. Díky tomu dochází ke křečím (spasmům), které mohou vést až ke smrti zvířete. K masivnímu úhynu škrkavek Toxocara spp. dochází ve střevech štěňat a koťat po podání některých anthelmintik. Proto se doporučuje tyto mladá zvířata odčervovat anthelmintiky s paralytickým účinkem, které dospělé červy neusmrtí, nýbrž jen paralyzují a ti poté odcházejí s trusem ven. Mezi tyto anthelmintika patří látka pyrantel. Askaridin je rovněž jednou z příčin přechodného ochrnutí fen po porodu (tzv. poporodní eklampsie), kdy feny pojídají trus svých narozených štěňat, který může obsahovat vysoké koncentrace askaridinu.